# Amor a segona vista
Amor a segona vista (francès: Mon Inconnue) és una pel·lícula de comèdia romàntica francobelga del 2019 dirigida per Hugo Gélin, protagonitzada per François Civil, Joséphine Japy i Benjamin Lavernhe. La pel·lícula es va estrenar mundialment al Festival Internacional de Cinema de Comèdia de L'Aup d'Uès el 18 de gener de 2019, on Civil va rebre el premi al millor actor. Es va estrenar a les sales de cinema franceses a càrrec de Mars Films el 3 d'abril de 2019. Va guanyar el Swann d'Or a la millor pel·lícula al Festival de Cinema de Cabourg de 2019. Benjamin Lavernhe va ser nominat al premi César al millor actor secundari per la seva interpretació a la pel·lícula. S'ha doblat al valencià per a À Punt.